# یوریتمیکس
یوریتمیکس (به انگلیسی: Eurythmics) یک گروه موسیقی دونفرهٔ بریتانیایی است که در سال ۱۹۸۰ توسط آنی لنکس و دیو استیوارت بنیان گذاشته شد.
استیوارت قبل از تشکیل یوریتمیکس در یک گروه پانک راک به نام دِ کَچ عضو بود که بعد از انتشار یک تک‌آهنگ در سال ۱۹۷۷ به توریستس تغییر نام داد. در سال ۱۹۷۵ و زمانی که لِنِکس در رستورانی در لندن مشغول به‌کار بود برای اولین بار با استیوارت ملاقات کرد که به او پیشنهاد کرد به توریستس بپیوندد. آن‌ها تحت نام توریستس از ۱۹۷۹ تا ۱۹۸۰، سه آلبوم منتشر کردند اما پس از مدتی لنکس و استیوارت از آن گروه جدا شدند و تصمیم گرفتند به موسیقی پاپ بپردازند اما در فرمی مدرن‌تر و به‌صورتی که بتوانند با وسایل و سازهای الکترونیک کارهای جدید را تجربه کنند.
آن‌دو در طول دوران فعالیت‌شان در یوریتمیکس به سرعت مسیر موفقیت را پیمودند؛ تا به امروز از آثارشان بیش از ۷۵ میلیون نسخه در تمام دنیا به‌فروش رسیده، جوایز مختلف صنعت موسیقی را دریافت کرده‌اند و چندین تور بزرگ و موفق جهانی برگزار کرده‌اند. یوریتمیکس پرفروش‌ترین گروه دونفرهٔ بریتانیایی است و آهنگ‌های آن‌ها به لطف صدای آلتوی قوی لنکس و نوآوری‌هایی که استیوارت در مرحلهٔ ضبط آهنگ‌ها به‌کار می‌برد همواره در بازار موسیقی پاپ با استقبال مواجه شده‌اند. آن‌ها هم‌چنین به خاطر ویدئوهای‌شان و شیوهٔ ارائهٔ آثار بصری‌شان مورد توجه بوده‌اند.